# بی‌بی‌سی جهانی
بی‌بی‌سی جهانی (انگلیسی: BBC Worldwide) بخش جنبی بی‌بی‌سی است. این کمپانی محصولات بی‌بی‌سی را برای فروش به سایر کمپانی‌های خارجی آماده‌سازی می‌کند تا کمک خرجی برای شبکه بی‌بی‌سی باشد.